# Jusqu'à l'enfer
Pour plus de détails, voir Fiche technique et Distribution.
Jusqu'à l'enfer est un téléfilm français réalisé par Denis Malleval, diffusé le 4 décembre 2009, le 22 mars 2013, 30 août 2017 le 28 juin 2019,  le vendredi 17 janvier 2020 sur France 2,  le mercredi 8 juillet 2020 sur Chérie 25, ainsi que le 14 août 2024 sur Téva. Il s'agit de l'adaptation du roman La Mort de Belle de Georges Simenon.

## Synopsis
Une étudiante anglaise, Belle Sherman, loge chez un couple près d'Orléans. L'homme de la maison est un professeur de mathématiques casanier dans un lycée, adore les trains en modèles réduits et ne semble vraiment apprécier que les moments où il se réfugie dans sa cave dans laquelle il a installé son bureau et un réseau ferroviaire miniature. L'étudiante anglaise rentre tard d'une soirée avec des amis alors que le professeur est seul dans sa cave. Sa femme qui aime sortir est absente pour la soirée. Il va se coucher. Sa femme est de retour avant l'aube. Il se rend à son travail le lendemain et doit peu après rentrer de toute urgence chez lui car la jeune anglaise a été découverte étranglée dans sa chambre. Aucun indice ne permet de désigner le coupable mais les soupçons alimentés par les rumeurs se portent sur le professeur.

## Fiche technique
- Réalisateur : Denis Malleval
- Scénario : Jacques Santamaria, d'après le roman de Georges Simenon, La Mort de Belle
- Production : Jean-Baptiste Neyrac, Neyrac Films
- Dates de diffusion : le 4 décembre 2009 sur France 2
- Durée : 90 min

## Distribution
- Bruno Solo : Simon Andrieu
- Delphine Rollin : Christine Andrieu
- Yvon Back : Procureur Roche
- Cécile Rebboah : Patricia Mollier
- Jean-Louis Foulquier : Docteur Paul Jussieux
- Jacques Spiesser : Lieutenant Vallin
- Didier Cauchy : Lieutenant Nogalès
- Jérémie Covillault : Renaud Ferbach
- Crystal Shepherd-Cross : Wendy
- Audrey Beaulieu : Madame Katz
- Mathieu Simonet : Docteur Frédéric Combe
- Claire-Lise Lecerf : Belle Sherman
- Dominique Daguier : Le proviseur
- Valéry Magana : Olivia Roche
- Vincent Ferniot : Le recteur
- Monica Ledesma : Mère de Simon
- Valérie Zenatti : Journaliste TV
- Frédérique Lazarini : Prostituée
- Laurent Malot : Père de Simon
- Smail Mellouli : Serveur restaurant
- Anne Cecil : Jeune fille fournil
- Paul Barki : Simon enfant
- David Pujadas : Lui-même

## Autour du téléfilm
- C'est la seconde adaptation du roman de Georges Simenon, après La Mort de Belle, un film réalisé par Édouard Molinaro en 1960, avec Jean Desailly dans le rôle principal et Alexandra Stewart dans celui de Belle, la jeune Américaine.